# Santia spicata
Santia spicata är en kräftdjursart som beskrevs av Brian Frederick Kensley och Marilyn Schotte 2002. Santia spicata ingår i släktet Santia och familjen Santiidae. Inga underarter finns listade i Catalogue of Life.